# ブローセン・メトカーフ彗星
ブローセン・メトカーフ彗星(英語: 23P/Brorsen-Metcalf)は、太陽系の周期彗星。周期が20年以上200年以下であるためハレー型彗星に分類される。1847年7月20日にドイツの天文学者Theodor Brorsen（英語版）が発見した。同年8月11日にはロシアの天文学者Kaspar Gottfried Schweizer（英語版）も独立して発見し、1919年から1922年の間に再び戻ってくると予測された。
1919年8月21日、アメリカバーモント州の天文学者ジョエル・ヘイスティングス・メトカーフによって8等級で再発見された。8月22日にはヤーキス天文台のエドウィン・バーナードらによっても観測された。1919年9月末までに、この彗星はブローセンが発見したものと同一のものであると確認された。
前回は1989年9月11日に近日点を通過した。次は2059年6月8日に近日点を通過し、その次は2131年5月12日と予測されている。